# شهرستان حات
ناحیهٔ حات (به عربی: مدیریة حات) یک ناحیه در یمن است که در استان مهره واقع شده‌است.
ناحیهٔ حات ۲٬۷۸۶ نفر جمعیت دارد.